# Jesse Pintado
Jesse Pintado właściwie Jesús Pintado (ur. 12 lipca 1969, zm. 27 sierpnia 2006 w Ridderkerk, w Holandii) – meksykański gitarzysta, muzyk i kompozytor. Znany z występów w grupach muzycznych Terrorizer, Napalm Death i Lock Up, autor pojęcia grindcore. Ostatnim wydawnictwem Pintado był pierwszy po siedemnastu latach przerwy album grupy Terrorizer pt. Darker Days Ahead wydany 21 sierpnia 2006 roku.
Przyczyną śmierci muzyka były komplikacje związane ze śpiączką cukrzycową.